# Cacsius nobilis
Cacsius nobilis là một loài bọ cánh cứng trong họ Cerambycidae.